# Oskar Xabier Tabuenka Berges
Oskar Xabier Tabuenka Berges, conegut futbolísticament com a Tabuenka (Bilbao, 24 d'abril de 1971) és un exfutbolista basc, que jugava com a defensa.

## Trajectòria
Es va formar al planter de l'Athletic Club, tot debutant amb el primer equip el 24 d'abril de 1990, en partit contra el RCD Mallorca. El defensa, però, no es va consolidar a l'Athletic fins a la temporada 91/92, en la qual va jugar 15 partits i va marcar 4 gols. Fins a la campanya 95/96 va quallar temporades irregulars, per deixar de comptar en l'equip basc a partir de 1996.
A la temporada 97/98 recala a la SD Compostela, amb qui dos anys en Primera i en Segona Divisió. L'estiu del 1999 fitxa pel Granada CF on militaria dues temporades més, abans de penjar les botes el 2002, a les files de l'Aurrerá de Vitoria. En total, el bilbaí va sumar 115 partits en primera divisió.